# 청선공주
청선공주(淸璿公主, 1756년 ~ 1802년 8월 17일(음력 7월 20일))는 조선의 왕족이다. 조선의 추존왕 장조(사도세자)와 헌경왕후(혜경궁 홍씨)의 차녀이다. 생전 작위는 군주(郡主)였고 사후 고종황제 때 공주로 추봉되었다. 정조의 친여동생이다.

## 생애

### 가계
1756년(영조 32년) 사도세자와 홍씨의 차녀로 태어났다. 성은 이, 본관은 전주이다. 정조 등의 친동생이다.
아버지 사도세자는 조선의 제21대 왕 영조의 왕세자로 책봉되었으나 나경언의 모함에 속아든 1762년(영조 38년) 영조에 의해 죽임을 당했다. 어머니 혜경궁 홍씨는 풍산 홍씨 홍봉한의 딸로, 훗날 궁중문학의 효시로 평가받는 《한중록》(恨中錄)을 지었다.

### 군주 시절
생전에는 세자의 딸의 지위에 있었기에 공주가 아닌 정2품에 해당하는 군주로 불렸다. 11살이 되던 1766년(영조 42년) 음력 2월 10일 정인환의 아들 정재화와 혼인하였고, 이때 정재화는 흥은부위(興恩副尉)에 책봉되었다. 1773년(영조 49년)에는 언니 청연군주 및 의빈 성씨(정조의 후궁) 등과 함께 소설 《곽장양문록》을 필사했다.
이후 1802년(순조 2년) 음력 7월 20일 향년 47세를 일기로 사망하였다. 청선군주가 죽자 순조는 매우 비통해하며 그 장례를 특별히 해조에서 주관하도록 하고, 좋은 관을 골라 보내도록 하였다.

### 추증
1899년(고종 36년, 광무 3년) 9월 1일 청선군주의 아버지인 사도세자가 장종으로, 어머니 혜경궁 홍씨가 헌경왕후로 추존되면서, 9월 21일 이와 관련된 인물들의 작위도 모두 격상되었다. 이에 따라 청선군주는 청선공주(淸璿公主)로, 남편 정재화는 흥은부위에서 흥은위(興恩尉)로 각각 추증되었다.
현재 청선공주의 묘는 경기도 광주시 퇴촌면에 있다.

## 가족 관계
청선군주는 영일 정씨 정재화와 결혼하였다. 정재화는 정철의 후손이다. 한때 사람들을 시켜 감옥에 갇힌 죄수들을 풀어준 것이 탄로나 탄핵되었으며, 이후에도 지속적으로 전국 각지에서 문제를 일으키는 바람에 그 관작이 삭탈되었던 적이 있다.
청선군주는 정재화와의 사이에서 1남 2녀를 낳았다. 아들은 정의로, 정조 말기에 음보로 벼슬에 나아가 훗날 동부승지와 여주목사, 형조참판 등을 지냈다. 성격이 밝고 시와 서화에 뛰어났을 뿐 아니라 국조전고에도 통달했다고 한다. 정진명이라고도 한다. 한편 청선공주의 딸은 민치성과 결혼하였다.
왕가 전주 이씨(全州 李氏)
- 조부 : 제21대 영조(英祖, 1694~1776)
- 조모 : 영빈 이씨(暎嬪 李氏, 1696~1764)
  - 아버지 : 추존 장조(莊祖, 1735~1762)
- 외조부 : 홍봉한(洪鳳漢, 1713~1778)
- 외조모 : 이집(李潗)의 딸 한산부부인 이씨(韓山府夫人 李氏, 1713~1755)
  - 어머니 : 헌경왕후(獻敬王后, 1735~1815)
    - 오빠 : 의소세손(懿昭世孫, 1750~1752)
    - 오빠 : 제22대 정조(正祖, 1752~1800, 재위: 1776~1800)
    - 언니 : 청연공주(淸衍公主, 1754~1821)

시가 연일 정씨(延日 鄭氏)
- 시아버지 : 정인환(鄭麟煥, 생몰년 미상)
  - 부마 : 정재화(鄭在和, 1754~1790)
    - 장남 : 정의(鄭漪, 또는 정진명, 1782~1832)
    - 장녀 : 민치성(閔致成)에게 출가
    - 차녀 : 홍혁(洪赫)에게 출가

## 청선공주가 등장한 작품
- 1998년 MBC 드라마 《대왕의 길》 배우:이세영
- 2019년 《파라다이스 시티 CF》 배우:제니
- 2021년 MBC 드라마 《옷소매 붉은 끝동》배우:조승희